# Mittelwalisische Sprache

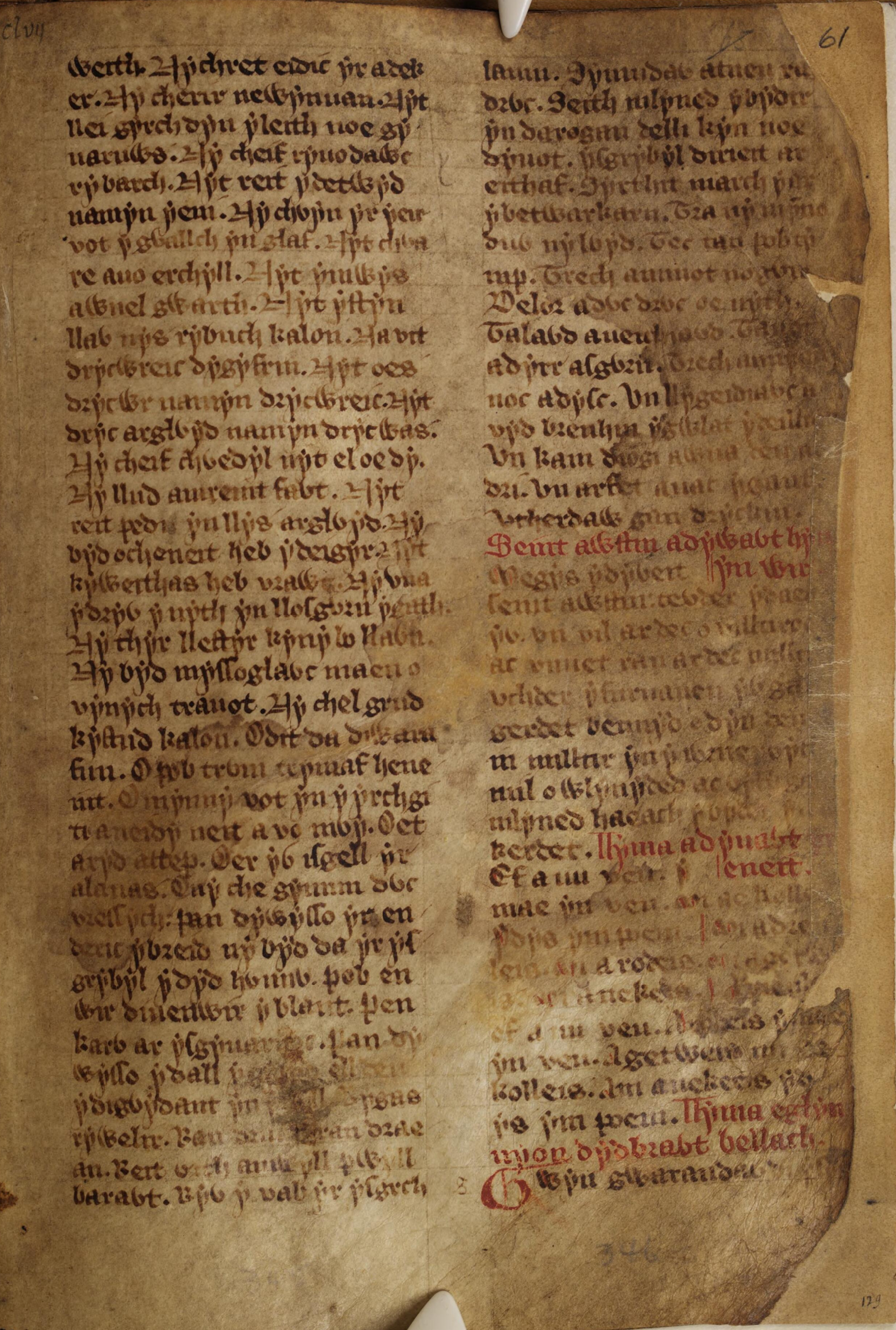
Seite des Manuskripts Llyfr Gwyn Rhydderch auf Mittelwalisisch

Die mittelwalisische Sprache (walisisch Cymraeg Canol), auch Mittelkymrisch, entwickelte sich im Zeitraum vom 12. bis zum 14. Jahrhundert und stellt eine zentrale Phase in der Geschichte der walisischen Sprache dar. Sie entstand als Folge der fortschreitenden Differenzierung der brythonischen Sprachen nach dem Ende der römischen Herrschaft in Britannien und ist durch eine noch nicht standardisierte Orthographie sowie charakteristische lautliche und grammatische Merkmale gekennzeichnet. In dieser Epoche entstand eine vielfältige Literatur, darunter bedeutende Werke wie das Llyfr Taliesin und die Sammlung der Mabinogion, die bis heute als kulturelle Schätze gelten.
Die Sprache weist zahlreiche Eigenheiten auf, etwa ein komplexes System von Konsonantenmutationen und eine Vielzahl von Pluralbildungen, die sich deutlich vom modernen Walisisch unterscheiden. Mittelwalisisch ist für heutige Sprecher des Walisischen vergleichsweise gut verständlich, was die Kontinuität der Sprachentwicklung unterstreicht. Die Erforschung dieser Sprachstufe liefert wichtige Erkenntnisse zur Entwicklung der keltischen Sprachen und zur kulturellen Geschichte von Wales.

## Historische Entwicklung und zeitliche Einordnung
Mittelwalisisch stellt eine bedeutende Entwicklungsstufe in der Geschichte der walisischen Sprache dar und bildet ein wichtiges Verbindungsglied zwischen dem Altwalisischen und dem Frühneuwalisischen.

### Historische Entwicklung und Periodisierung
Die walisische Sprache entstand aus der zunehmenden Dialektdifferenzierung der brythonischen Sprache nach dem Ende der römischen Herrschaft in Britannien im 5. Jahrhundert. Mit dem Rückzug der römischen Verwaltung und der nachfolgenden Migration germanischsprachiger Völker wurde die brythonisch sprechende Bevölkerung, die einst den Großteil Britanniens bewohnte, zunehmend in die westlichen Regionen der Insel Großbritannien zurückgedrängt. Die Niederlage der römisch-britischen Streitkräfte bei Deorham im Jahr 577 isolierte die walisisch sprechende Bevölkerung geographisch von anderen brythonischen Sprachgruppen und förderte somit die sprachliche Eigenentwicklung.
Das Mittelwalisisch folgte auf das Altwalisisch (walisisch Hen Gymraeg), das etwa vom 8. bis zum 12. Jahrhundert gesprochen und geschrieben wurde. Die meisten Sprachwissenschaftler datieren die mittelwalisische Periode von etwa 1200 bis zum Ende des 14. oder Anfang des 15. Jahrhunderts. Der Übergang zwischen diesen Sprachperioden verlief fließend, wie für sprachgeschichtliche Entwicklungen charakteristisch. Simon Evans, ein bedeutender Gelehrter des Mittelwalisischen, untersuchte eingehend die syntaktischen Strukturen dieser Sprachperiode sowie den Übergang vom Mittelwalisischen zum Frühneuwalisischen, was eine zuvor weitgehend unerforschte Periode darstellte.

### Sprachliche Merkmale und Überlieferung
Mittelwalisisch zeichnete sich durch eine noch stark schwankende Orthographie aus, die sich erst im Laufe der Zeit zunehmend vereinheitlichte. Die normannische Eroberung und die anschließende anglonormannische Kolonisierung von Wales prägte das Land nicht nur politisch und kulturell, sondern auch sprachlich und beeinflusste die Entwicklung des Mittelwalisischen.
Eine reichhaltige Literatur aus dieser Periode ist überliefert, darunter bedeutende Werke wie das Llyfr Taliesin (Buch Taliesins). Diese Gedichtsammlung wird ins 14. Jahrhundert datiert und enthält beispielsweise die Armes Prydein (Die Prophezeiung von Britannien), die ursprünglich im 10. Jahrhundert in Altwalisisch verfasst, aber in mittelwalisischer Sprachform überliefert wurde. Die mittelwalisische Version zeigt dabei charakteristische Merkmale dieser Sprachperiode. Sprachhistoriker vermuten anhand inhaltlicher Analysen, dass die ursprüngliche altwalisische Fassung zwischen 927 und 942 entstanden sein muss.
Die Übersetzungstätigkeit aus dem Französischen und dem Latein während dieser Periode trug wesentlich zur Bereicherung des mittelwalisischen Wortschatzes und zur Weiterentwicklung seiner syntaktischen Strukturen bei. Als brythonische Sprache teilte das Mittelwalisische wichtige linguistische Merkmale mit dem Bretonischen und dem Kornischen, die ebenfalls aus dem Britischen hervorgegangen sind.
Die von Simon Evans dokumentierten grammatikalischen Besonderheiten und Merkmale des Mittelwalisischen bieten einen detaillierten Einblick in die strukturellen Eigenschaften dieser Sprachperiode. Seine Forschungen zu dieser Sprachstufe haben maßgeblich zum Verständnis der historischen Entwicklung des Walisischen beigetragen und insbesondere den syntaktischen Wandel vom Mittelwalisischen zum Frühneuwalisischen dokumentiert.

## Phonologie
Die Phonologie des Mittelwalisischen zeigt einige markante Unterschiede zu der des modernen Walisischen, obwohl die grundlegende Struktur beider Sprachstufen ähnlich ist. In der mittelwalisischen Periode (ca. 12. bis 14. Jahrhundert) war die Orthographie äußerst variabel, wobei Mutationen häufig nicht konsequent markiert wurden. Der Buchstabe u repräsentierte im Mittelwalisischen den gerundeten geschlossenen Zentralvokal /ʉ/, während er im modernen Walisisch je nach Dialekt für /ɨ/ (nordwestliche Dialekte) oder /i/ (südliche und nordöstliche Dialekte) steht. Besonders auffällig ist, dass der Diphthong ei im Mittelwalisischen als 'ai' (wie „Ei“) ausgesprochen wurde, was bis in die mittelwalisische Periode belegt ist und erklärt, warum englische Lehnwörter mit dem 'ai'-Laut im Walisischen als 'ei' erscheinen (z. B. cweit, peint, ffleit). Im Laufe der Sprachentwicklung wandelte sich dieser Laut zum modernen /ɛi/ (wie in „hey“). Die Diphthonge aw, ei und eu in unbetonten Endsilben des Mittelwalisischen wurden im modernen Walisisch zu o, ai und au (z. B. mittelwalisisch marchawc zu modern marchog „Reiter“; mittelwalisisch seith zu modern saith „sieben“). Zu den bedeutenden phonologischen Veränderungen vom Alt- zum Mittelwalisischen zählt auch der Verlust des stimmhaften velaren Frikativs /ɣ/, was zu einer Vereinfachung des Konsonantensystems führte. Initiale /s/-Cluster wie /sp/, /st/ und /sk/ entwickelten einen prothetischen Neutralvokal (Schwa), der in Wörtern wie yspeil „Beute“, ystauell „Raum“ und yscriuennu „schreiben“ erkennbar ist.
Die Transkription des Mittelwalisischen wird dadurch erschwert, dass die standardisierten Orthographien eher dazu neigten, phonologische Veränderungen zu verschleiern, als sie zu offenbaren. Für die Untersuchung der mittelwalisischen Phonologie erweisen sich daher neben literarischen Texten auch walisische Personen- und Ortsnamen in englischen Dokumenten aus dem späten 13. und frühen 14. Jahrhundert als wertvolle Quellen, da diese oftmals eine phonetischere Schreibweise aufweisen als die literarischen Texte. Der stimmhafte labiale Frikativ im Mittelwalisischen war vermutlich eher bilabial /β/ als labiodental /v/, was sich aus der historischen Entwicklung durch Lenisierung von früherem /m/ oder /b/ erklären lässt. Die Betonung im Mittelwalisischen lag hauptsächlich auf der vorletzten Silbe, wobei der Hochton auf der nachfolgenden Silbe positioniert war, was ein Überbleibsel der früheren Endbetonung in der spätbritischen Periode darstellt.

## Morphologie und Syntax
Das Mittelwalisische zeichnet sich durch ein komplexes morphologisches System mit zahlreichen charakteristischen Vokal- und Konsonantenwechseln aus. Die Sprache weist, wie Evans 1964 in A Grammar of Middle Welsh dokumentiert, unterschiedliche Arten von Vokalwechseln auf, darunter die Zentrierungsmutation, bei der Vokale in nicht-finalen Silben systematisch verändert werden, beispielsweise bei bwrd („Brett“), das im Plural zu byrdeu wird. Besonders charakteristisch sind auch die i-Affigierung, welche Vokale in der letzten Silbe bei Pluralformen ohne Endung und im Präsens Singular vieler Verben verändert (z. B. bard → Plural beird), und die a-Affigierung, die besonders in femininen Formen von Adjektiven vorkommt (z. B. gwynn maskulin, gwenn feminin für „weiß“). Das Konsonantensystem wird durch vier systematische Mutationen geprägt, die J. Morris-Jones 1913 in A Welsh Grammar, Historical and Comparative: Phonology and Accidence ausführlich beschrieben hat: die Lenisierung (weiche Mutation), bei der stimmlose Verschlusslaute stimmhaft werden (p→b, t→d, c→g) und stimmhafte Verschlusslaute zu Frikativen (b→v, d→/ð/, g→∅); die Nasalmutation, die Verschlusslaute durch entsprechende Nasale ersetzt; die Spirantenmutation, die stimmlose Verschlusslaute durch Frikative ersetzt (p→ph, t→th, c→ch); und die Aspiration, bei der h vor Vokalen nach bestimmten Pronomen erscheint. In der Nominalmorphologie unterscheidet das Mittelwalisische zwei Genera (Maskulinum und Femininum) und zeigt eine Vielzahl von Pluralendungen wie „-eu“, „-(i)on“, „-oed“, „-ed“, „-yd“, „-et“, „-ot“, „-(i)eit“, „-awt“, „-awr“, „-ant“, „-er“, „-yr“, „-i“ oder Nullsuffix mit i-Affigierung. Das Pronominalsystem umfasst verschiedene Arten von Pronomen mit komplexen Formen: unabhängige, reduplizierte, konjunktive, eingefügte, possessive und präpositionale Formen. Das Verbalsystem unterscheidet vier Tempora (Präsens Futur, Präteritum, Imperfekt und Plusquamperfekt) und zwei Modi (Indikativ und Konjunktiv), wobei die Verben mit dem Subjekt in Person und Numerus kongruieren, jedoch nur dann im Numerus, wenn das Subjekt vor dem Verb steht. Bemerkenswert ist die „Konjugation“ der Präpositionen, bei der Pronominalmorpheme an die Präpositionen angefügt werden (z. B. ar → arnaf für „auf mir“). Die Syntax des Mittelwalisischen zeigt verschiedene Wortstellungsmuster, wobei Verbnomina häufig in periphrastischen Konstruktionen verwendet werden, die mit Präpositionen wie y („um zu“) oder yn („im Prozess des“) eingeleitet werden können.

### Morphologische Besonderheiten im Vergleich zum modernen Walisisch
Das Mittelwalisische steht den anderen mittelalterlichen keltischen Sprachen, wie etwa dem Altirischen, morphologisch näher als das moderne Walisisch. Die Sprache bewahrt verschiedene archaische Merkmale, die im modernen Walisisch verloren gegangen sind. Für die 3. Person Singular des Präteritums werden im Mittelwalisischen neben der Form „-odd“ auch die Endungen „-wŷs“, „-ws“, „-es“ und „-as“ verwendet. Bemerkenswert ist auch das alte reduplizierte Präteritum kigleu („er hörte“) des Verbs klywet („hören“), das dem altirischen ·cúalae („er/sie hörte“) vom Verb ro·cluinethar („er/sie hört“) entspricht. Das Mittelwalisische behält zudem mehr Pluralformen von Adjektiven bei, die im modernen Walisisch nicht mehr vorkommen, wie beispielsweise cochion als Plural von coch („rot“). Die nominale Pluralendung „-awr“ ist im Mittelwalisischen sehr häufig, wurde jedoch im modernen Walisisch durch „-au“ ersetzt. Die Konsonantenmutationen werden in der mittelwalisischen Orthographie nicht immer wiedergegeben, was besonders für die Nasalmutation gilt. Das verbale System zeigt ebenfalls Unterschiede: Im Gegensatz zum modernen Walisisch kann ein Substantiv, das als Subjekt nach bestimmten Verbformen fungiert, im Mittelwalisischen leniert werden. Diese morphologischen Unterschiede zum modernen Walisisch verdeutlichen die Entwicklung der Sprache über die Jahrhunderte und bieten wichtige Einblicke in die diachrone Entwicklung der keltischen Sprachfamilie.

## Orthographie und Verständlichkeit
Die Orthographie des Mittelwalisischen zeichnet sich durch eine starke Variation und fehlende Standardisierung aus. Die Schreibweisen in den überlieferten Manuskripten weisen erhebliche Unterschiede auf, was die Darstellung bestimmter Laute betrifft. Diese orthographische Inkonsistenz veranlasste Sprachwissenschaftler wie Peter Wynn Thomas dazu, mittelwalisische Texte bei der Kategorisierung von Dialekten auszuschließen, da eine eindeutige Zuordnung nahezu unmöglich erschien. Ein charakteristisches Merkmal der mittelwalisischen Rechtschreibung ist, dass Konsonantenmutationen nicht immer konsequent wiedergegeben werden; dies gilt besonders für die Nasalmutation. Die Darstellung bestimmter Laute stellte eine besondere Herausforderung dar: Der stimmhafte dentale Frikativ /ð/ wurde grundsätzlich mit d in allen Positionen geschrieben, was zu Mehrdeutigkeiten führte, da dieser Buchstabe nicht vom Verschlusslaut /d/ am Wortanfang oder in der Wortmitte unterschieden werden konnte. Charakteristisch für die mittelwalisische Orthographie ist auch die Verwendung von t für den stimmhaften Verschlusslaut /d/ und c für /g/ am Wortende, wie in diffryt (modern: diffryd) und redec (modern: rhedeg). Der Laut /v/ wurde üblicherweise mit u oder v dargestellt, außer am Wortende, wo f verwendet wurde. Trotz dieser orthographischen Herausforderungen ist Mittelwalisisch für Modernes-Walisisch-Sprecher relativ zugänglich – ein Phänomen, das im Kontrast zur Unverständlichkeit des Altenglischen für Modernes-Englisch-Sprecher steht. Diese Verständlichkeit ermöglicht es heutigen Walisisch-Sprechern, mittelwalisische Literatur wie die Mabinogion ohne spezielle wissenschaftliche Ausbildung zu lesen, was die relative Stabilität der walisischen Sprachstrukturen über Jahrhunderte hinweg verdeutlicht.
Die enge Beziehung zwischen mittelwalisischen und modern-literarischen walisischen Formen zeigt sich besonders im Verbsystem, wie etwa bei den Präsensformen von dod („kommen“): Mittelwalisisch deuaf, doaf; deuy, doy; daw im Vergleich zum modernen literarischen Walisisch deuaf, dof; deui, doi; daw, dêl. In der mittelwalisischen Periode entstand eine reichhaltige Literatur, sowohl Prosa als auch Lyrik, einschließlich Übersetzungen aus dem Französischen und Lateinischen, die trotz der schwankenden Orthographie eine kulturell bedeutsame Textüberlieferung darstellt.

## Literatur und kulturelle Bedeutung

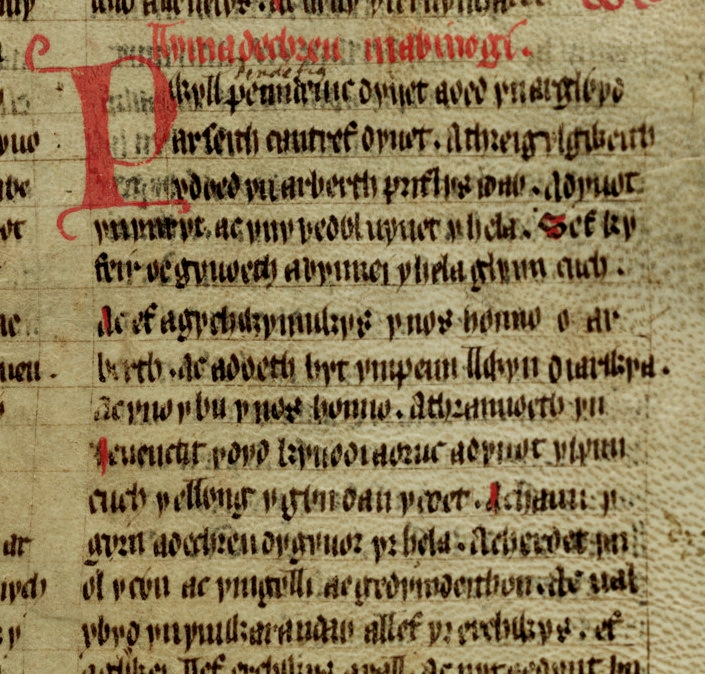
Auszug aus den Mabinogion